# 7級公務員 (テレビドラマ)
『7級公務員』（ななきゅうこうむいん、原題：7급 공무원）は、韓国MBCにて2013年1月23日 - 3月28日にかけて放送された韓国ドラマ。
韓国で、キム・ハヌルの主演により『7級公務員』という題名で2009年に映画化された。

## ストーリー
キム・ソウォン（チェ・ガンヒ）は、国家情報院の新入要員。放送局に入社するため、一時凌ぎで国家情報院に入った。そして、ひょんなことから身分を偽りお見合いした相手で顔も見たくもないハン・ギルロ（チュウォン）に国家情報院の職場で再会する。喧嘩ばかりのギルロとソウォンだったが、次第に気になる存在になってゆく。しかし、互いに身分を明かしてはいけない彼らの恋心は、同僚コン・ドハ（チャンソン）を巻き込んで錯綜することになる。

## キャスト
- キム・ソウォン（本名：キム・ギョンジャ）：チェ・ガンヒ
- ハン・ギルロ（本名：ハン・ピルン）：チュウォン
- コン・ドハ：ファン・チャンソン
- キム・ウォンソク：アン・ネサン
- シン・ソンミ：キム・ミンソ
- チャン・ヨンスン：チャン・ヨンナム